# 스타게이트

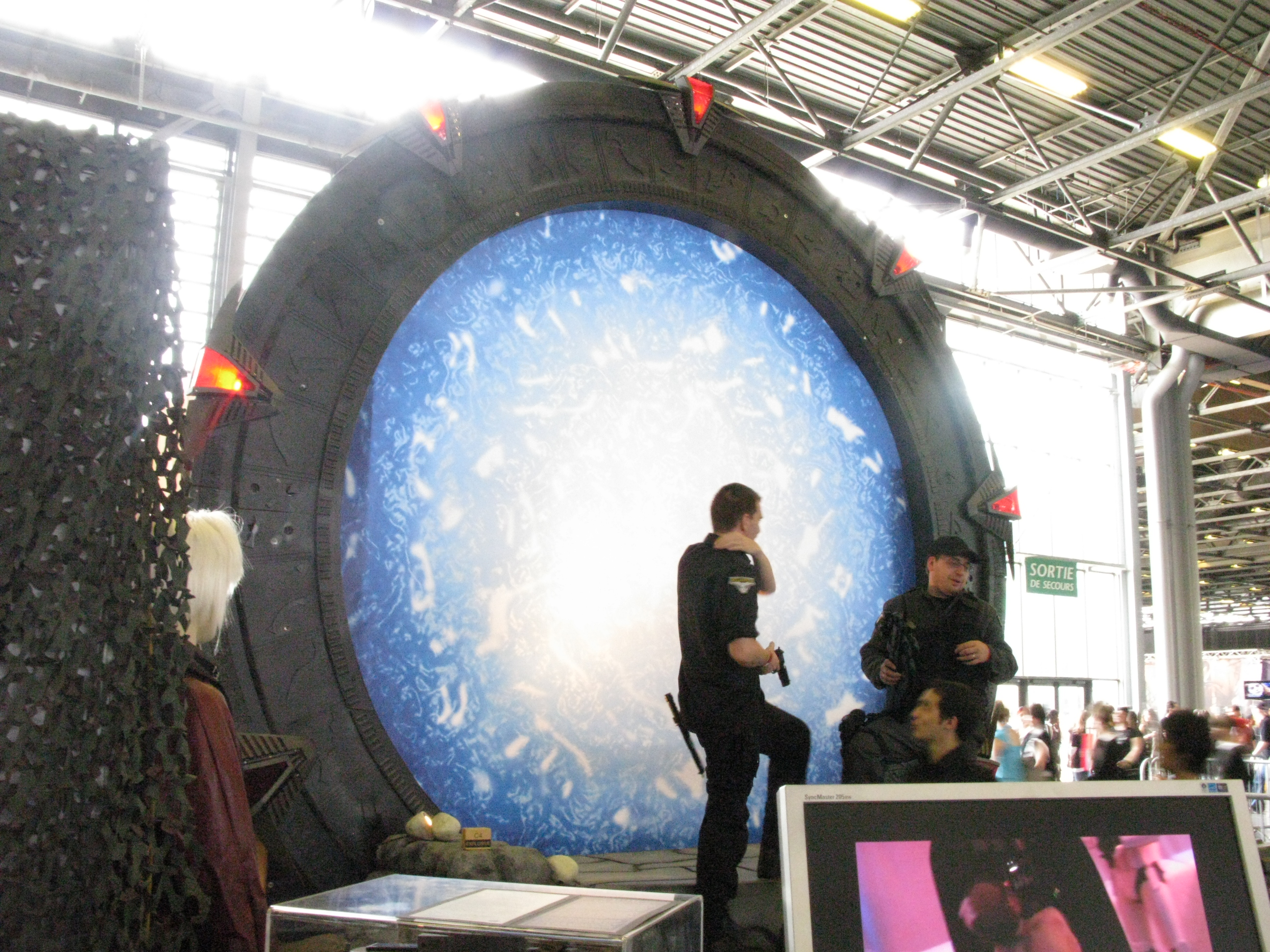

《스타게이트》(Stargate)는 1994년 10월 28일에 공개된 미국의 SF 영화를 중심으로 한 미디어 프랜차이즈이다.

## 프랜차이즈

### 영화
- 스타게이트 (영화)
- 스타게이트: 진실의 상자
- 스타게이트: 컨티넘

### 텔레비전
- 스타게이트 SG-1
- 스타게이트 아틀란티스
- 스타게이트 유니버스
- 스타게이트 인피니티
- 스타게이트 오리진스